# MkLinux
MkLinux é um sistema operacional de código livre, iniciado pelo Instituto de pesquisa Open Software Foundation (OSF) e a Apple Computer em Fevereiro de 1996 para portar o Linux para a plataforma PowerPC e computadores Macintosh da Apple Inc..